# Scarpantina
Scarpantina är ett släkte av insekter. Scarpantina ingår i familjen Flatidae.
Kladogram enligt Catalogue of Life:
| Scarpantina | \| \| Scarpantina modesta \| \| \| \| \| \| Scarpantina stigmatica \| \| \| \| |
|             | \| \| Scarpantina modesta \| \| \| \| \| \| Scarpantina stigmatica \| \| \| \| |
|             | Scarpantina modesta                                                            |
|             |                                                                                |
|             | Scarpantina stigmatica                                                         |
|             |                                                                                |